# Zęboszczur katangijski
Zęboszczur katangijski (Fukomys vandewoestijneae) – gatunek gryzonia z rodziny kretoszczurowatych (Bathyergidae).

## Taksonomia
Okazy należące do tego gatunku zostały zaobserwowane po raz pierwszy podczas ekspedycji w latach 2002-2006. Gatunek po raz pierwszy zgodnie z zasadami nazewnictwa binominalnego opisał w 2013 roku belgijski zespół zoologów (Paul Van Daele, Pieter Blondé, Robert Stjernstedt i Dominique Adranes) nadając mu nazwę Fukomys vandewoestijneae. Holotyp pochodził znad rzeki Sabitonto (10°59′30,5″S 24°10′09,3″E/-10,991806 24,169250), na wysokości 1308 m, w prowincji Lualaba, w Demokratycznej Republikce Konga.
Fukomys vandewoestijneae najbardziej podobny jest do F. mechowii i F. bocagei, ale można je rozróżnić na podstawie pomiarów czaszek i zębów, charakterystyki chromosomów i danych dotyczących sekwencji nukleotydów z mitochondrialnego genu cytochromu b. Autorzy Illustrated Checklist of the Mammals of the World uznają ten gatunek za monotypowy.

### Etymologia
- Fukomys: nazwa Fuko oznaczająca w języku rdzennych ludów kretoszczura i czasownik fuk(ul)a oznaczający w językach bantu oranie gleby przez kretoszczury; μυς mus, μυος muos „mysz”[6].
- vandewoestijneae: Caroline Van De Woestijne, zmarła żona Paula Van Daele, która jako pierwsza oznaczyła kariotyp okazu typowego[7].

## Zasięg występowania
Zęboszczur katangijski występuje na granicy między południową Demokratyczną Republiką Konga a północno-zachodnią Zambią; prawdopodobnie występuje również we wschodniej Angoli.

## Morfologia
Długość ciała (bez ogona) 87–150 mm, długość ogona samic 14–21 mm; masa ciała 64–134 g. Średniej wielkości zęboszczur. Ciało posiada krępe, masywne. Całość umaszczenia brązowa, jedynie okazjonalnie zdarzają się osobniki z białą smugą. Nie posiada charakterystycznych dla innych zęboszczurów plamek na głowie. Brak dymorfizmu płciowego. Zęboszczur katangijski posiada kariotyp 2n=44, NF=76, podczas gdy F. mechowii 2n=44, NF=76, a F. bocagei 2n=58, NF=98.